# KT Tunstall
KT Tunstall, pseudonimo di Kate Victoria Tunstall (Edimburgo, 23 giugno 1975), è una cantautrice e musicista britannica.
Ha venduto più di 10 milioni di dischi in tutto il mondo.
Il nome d'arte KT è un'abbreviazione del più comune nomignolo Katie, usato al posto del nome Kate. Quando era una studentessa del Royal Holloway College si esibiva con la chitarra acustica in un bar per studenti con il nome di Katie.
Suona la chitarra acustica, la chitarra elettrica, il pianoforte, la batteria e il flauto. Il suo stile musicale varia dall'Alternative rock al Blues al Pop rock. È influenzata da musicisti del calibro di David Bowie, Patti Smith, Suzi Quatro, The Velvet Underground, Billie Holiday, Joni Mitchell, Ella Fitzgerald, Nina Simone, Bob Dylan e Johnny Cash.
Conobbe la ribalta nel 2004 con il brano Black Horse and the Cherry Tree, tratto dal suo primo album, Eye to the Telescope.

## Biografia
KT Tunstall è nata ad Edimburgo, in Scozia, da madre mezza cinese e mezza scozzese e padre irlandese, ed è stata adottata 18 giorni dopo da una famiglia inglese che viveva a St. Andrews, in Scozia. Non ha mai incontrato il padre biologico. Il padre adottivo è stato docente di fisica presso l'Università di St. Andrews, mentre la madre adottiva era una maestra. La famiglia Tunstall comprende anche un fratello maggiore di nome Joe e un fratello minore di nome Daniel.
Kate è cresciuta a St. Andrews, una città nel Fife, frequentando la Dundee High School e il College di Madras a St. Andrews.
Dopo la scuola, avendo studiato pianoforte, flauto e chitarra, ha lasciato la nativa St Andrews per prendere una borsa di studio presso la Kent School in Connecticut, New England, dove ha formato la sua prima band, The Happy Campers.
Passava il tempo esibendosi in Church Street a Burlington, nel Vermont.

## Carriera musicale

### Gli esordi
Dopo aver compiuto vent'anni, ha fatto parte di alcune band tra cui Elia Drew e Tomoko e si è dedicata alla scrittura di canzoni. Ha anche vissuto con Gordon Anderson (The Beta Band e The Aliens), a cui ha dedicato la canzone Funnyman, dell'album Drastic Fantastic.
È stata in tour con la band Oi Va Voi, e fu presente nel loro album, Laughter Through Tears.
L'etichetta Relentless Records sentì parlare del potenziale di KT attraverso alcune fonti e poco dopo le avrebbero presentato un'offerta. Tuttavia, KT aveva deciso di firmare con un'altra importante etichetta degli Stati Uniti, e inizialmente aveva accettato l'offerta. Tale accordo non andò a buon fine e così alla fine decise di firmare con la Relentless Records.

### Eye to the Telescope(2004-2006)

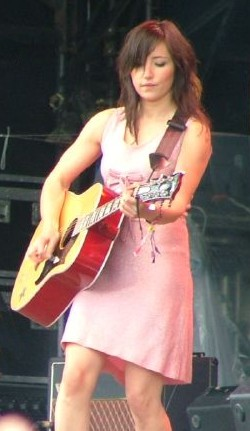
KT Tunstall a Glastonbury nel giugno 2005.

Il suo album di debutto, Eye to the Telescope, è stato pubblicato nel tardo 2004. Lo stile musicale di KT varia dal folk al pop. A Edimburgo e St Andrews, ha suonato con il gruppo Red Light Stylus, che è stato considerato come uno dei migliori gruppi emergenti nella zona del Fife.
La prima apparizione di KT nota è stata nel programma Later... with Jools Holland, in cui ha eseguito la canzone Black Horse and the Cherry Tree. Lo spettacolo andò bene, nonostante lei avesse avuto solo 24 ore per preparare il pezzo dato che il cantante che doveva andarci rifiutò all'ultimo momento. La sua performance catturò l'attenzione di molti spettatori. Poco dopo la sua apparizione al programma, l'album Eye to the Telescope venne nuovamente pubblicato e scalò le classifiche britanniche, raggiungendo il 3º posto (alla sua prima pubblicazione era entrato in classifica al 73º posto), e nel 2005 venne nominata per il Mercury Music Prize.
L'album venne pubblicato negli Stati Uniti il 7 febbraio 2006. Black Horse and the Cherry Tree è stata una delle canzoni di maggior successo e tra le più trasmesse dalle radio nel Regno Unito. In Italia diventò il tormentone estivo del 2005.
KT divenne nota in Nord America quando la concorrente di American Idol, Katharine McPhee la contattò chiedendole di usare Black Horse and the Cherry Tree. In quel momento, la canzone era al 79º posto nelle classifiche statunitensi. KT decise di concedere in licenza la canzone, dato che pensava che nessuno in quello show, a parte Katharine McPhee, volesse cantarla perché nessuno la conosceva. KT si sbagliava, la canzone balzò subito al 23º posto nella classifica della settimana seguente alla performance di Katharine.
Il 9 maggio 2005 venne pubblicato il secondo singolo Other Side of the World, che trattava dei rapporti a lunga distanza e i relativi problemi. Alla fine di gennaio 2007, questo singolo entrò nella classifica pop statunitense di iTunes al 93º posto.
Il 29 agosto 2005 venne pubblicato nel Regno Unito il terzo singolo estratto dall'album, Suddenly I See. Il singolo è stato un successo in Australia, Nuova Zelanda e Regno Unito. Negli Stati Uniti il singolo venne pubblicato a gennaio 2006 come secondo singolo estratto dall'album. Utilizzato come canzone di apertura del film Il diavolo veste Prada con Meryl Streep e Anne Hathaway, balzò al 5º posto delle classifiche statunitensi. Il singolo è stato riutilizzato in diversi programmi quali, Ghost Whisperer, The Hills, Ugly Betty e nel film Appuntamento al buio.
Il 5 dicembre 2005 è stato pubblicato il quarto singolo, Under the Weather. La canzone ha raggiunto il 39º posto nella UK Singles Chart, rimanendo in classifica per due settimane.
Another Place to Fall è stato pubblicato 13 marzo 2006 come quinto ed ultimo singolo dell'album. La canzone ha raggiunto il 52º posto nella UK Singles Chart, rimanendo in classifica per due settimane.

### KT Tunstall's Acoustic Extravaganza(2006-2007)
KT ha pubblicato un nuovo album nel maggio 2006, intitolato KT Tunstall's Acoustic Extravaganza, all'inizio disponibile solo attraverso il suo sito web. L'album è stato nuovamente pubblicato nei negozi di tutto il mondo a ottobre 2006.
KT ha cantato con la band scozzese Travis nel loro album del 2007, The Boy With No Name, nella canzone Under the Moonlight, una canzone scritta da Susie Hug.

### Drastic Fantastic(2007-2008)
Il terzo album di KT, Drastic Fantastic, è stato pubblicato il 3 settembre 2007 in Scozia, il 10 settembre 2007 nel Regno Unito e il 18 settembre 2007 negli Stati Uniti. Nella sua prima settimana, Drastic Fantastic raggiunse la prima posizione nelle classifiche scozzesi, il 3º posto nelle classifiche inglesi, e il 9º posto nelle classifiche statunitensi.
Il primo singolo estratto, Hold On, è uscito ad agosto 2007, debuttando al 21º posto nel Regno Unito, fino ad arrivare al 34º. La canzone ha avuto anche molto successo in alcune nazioni europee piazzandosi al 19º posto in Italia e Norvegia, al 26º posto in Svizzera e al 39º posto in Irlanda.
Il secondo singolo estratto, Saving My Face, è stato pubblicato a dicembre 2007. La canzone non ha raggiunto la UK Top 40 Singles Charts, ma è arrivata al 50º posto nella UK Singles Charts, rimanendo tre settimane nelle classifiche inglesi. Nonostante non abbia raggiunto la UK Top 40, il brano è entrato nella Top 40 in Italia, raggiungendo il 23º posto, mentre in Svizzera si è piazzato al 93º.
Il terzo ed ultimo singolo estratto, If Only, è stato pubblicato a marzo 2008, il singolo non ha raggiunto la UK Top 40, piazzandosi al 45º posto.
KT ha dichiarato che la fotografia per la copertina dell'album è stata creata dalla rock star degli anni settanta, Suzi Quatro.

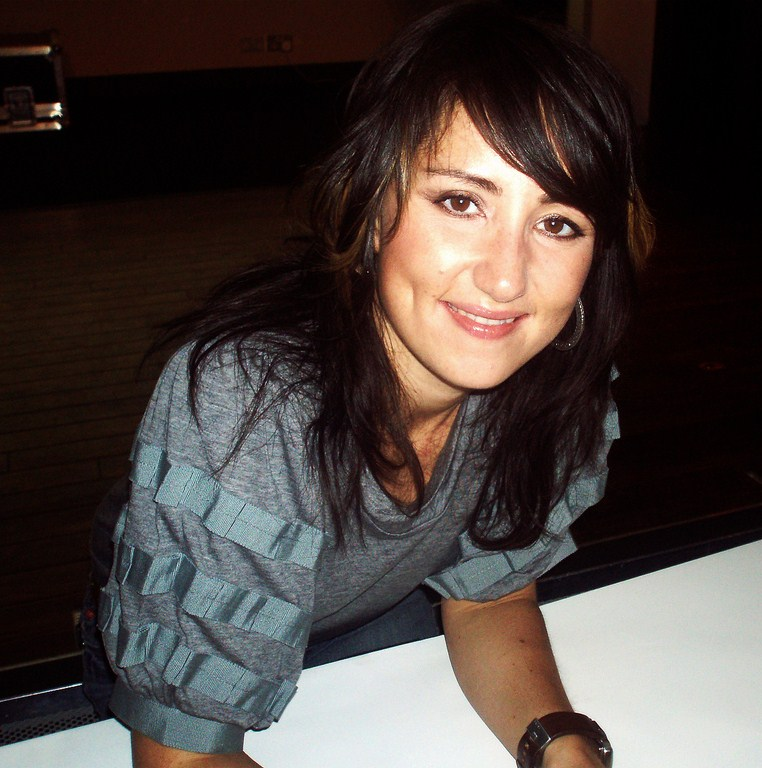
KT Tunstall nel 2007

### Sounds of the Season: The KT Tunstall Holiday Collection(2008 - 2009)
Il 5 ottobre 2007 la catena di negozi Target, in collaborazione con NBC ha pubblicato uno speciale EP di Natale su CD.
Sounds of the Season: The KT Tunstall Holiday Collection contiene sei tracce esclusive:
- 2000 Miles
- Christmas (Baby Please Come Home)
- Mele Kalikimaka (Christmas In Hawaii)
- Sleigh Ride
- Fairytale of New York
- Lonely This Christmas

Il 10 dicembre 2007 è stato pubblicato in Europa attraverso la Relentless Records come esclusivo download digitale, sotto il titolo Have Yourself A Very KT Christmas.
Nel 2008 KT ha registrato una canzone per l'album Songs for Survival, a sostegno dei diritti degli indigeni, per l'organizzazione Survival International.
KT ha inoltre lavorato con Suzanne Vega per il suo album del 2007, Beauty & Crime, cantando in due canzoni: Zephyr and I e Frank and Ava. Secondo il libretto presente nel CD, le due non si sono mai incontrate durante il processo di creazione dell'album.

### Tiger Suit(2010-2012)
L'11 febbraio 2010, il sito The Daily Record riferì che KT aveva registrato il suo nuovo album a Berlino, negli Hansa Studios. Lo studio, vicino a dove sorgeva il muro di Berlino, venne utilizzato per realizzare album celebri come "Heroes" di David Bowie e Achtung Baby degli U2.
KT dichiarò: «Ho avuto tre incredibili settimane di registrazione a Berlino e sto finendo il tutto a Londra.» L'album, intitolato Tiger Suit, venne pubblicato nel Regno Unito il 27 settembre 2010 e negli Stati Uniti il 5 ottobre 2010. I primi singoli estratti furono Fade Like a Shadow negli Stati Uniti e (Still a) Weirdo nel Regno Unito.
In seguito, il 27 settembre 2010 sul suo canale YouTube uscì il video del terzo singolo, Push That Knot Away, pur non estraendolo come singolo ufficiale. Il 3 dicembre 2010 come quarto singolo venne estratto Glamour Puss, il cui video, pubblicato sul suo canale ufficiale, prevedeva la collaborazione dei fan.

### Invisible Empire // Crescent Moon(2013-2014)
Il 20 marzo 2013, KT Tunstall annunciò sulla sua pagina Facebook che il suo quinto album in studio, intitolato Invisible Empire // Crescent Moon, sarebbe stato pubblicato il 7 giugno in Germania, il 10 giugno nel Regno Unito e nel resto d'Europa, l'11 giugno in Canada, il 12 giugno in Giappone e il 6 agosto negli Stati Uniti.
Sia il primo che il secondo singolo estratti dall'album contengono il brano Feel It All. Il brano è stato registrato due volte: la prima versione è influenzata più da suoni pop/folk e ha un ritmo più veloce, mentre la seconda versione contiene influenze più country e folk, con un ritmo più lento. I due singoli sono stati pubblicati rispettivamente il 10 giugno e il 16 luglio, e per entrambi è stato girato un video musicale.
L'album è più country/folk rispetto al precedente. A maggio 2013 sono state annunciate le date del tour promozionale dell'album, l'Invisible Empire // Crescent Moon Tour che è partito il 17 maggio da Penzance in Inghilterra.
Il terzo singolo estratto, Invisible Empire, è stato pubblicato il 19 agosto 2013, seguito dal rispettivo video, mentre del quarto singolo, Made of Glass, è stato pubblicato il video sul canale ufficiale della cantautrice, ma il singolo non ha ancora una data di uscita.
Durante la prima settimana l'album è entrato alla quattordicesima posizione nel Regno Unito, per poi raggiungere la settima posizione in Scozia. L'album ha anche ottenuto ottime recensioni e valutazioni da parte dei critici musicali, rendendolo l'album migliore della Tunstall.

### Golden State EPeKIN(2015-2016)
Nel periodo fra agosto e settembre 2015 intraprende un tour negli Stati Uniti.
Nel giugno 2016 pubblica l'EP Golden State, contenente il singolo Evil Eye.
Nel settembre 2016 pubblica il suo sesto album in studio KIN, prodotto da Tony Hoffer e registrato a Los Angeles. Il singolo di lancio del disco è Maybe It's a Good Thing.
Ha contribuito alla realizzazione della colonna sonora del film Bad Moms - Mamme molto cattive del 2016.

## Vita privata
Sebbene il suo nome sia Kate, lei decide di cambiarlo in KT.
KT Tunstall ha suscitato qualche polemica nel 2005, quando ha criticato pubblicamente la cantautrice Dido, affermando che l'artista non era assolutamente capace di cantare. KT si è poi scusata, precisando che non voleva essere coinvolta in una faida pubblica.
In seguito, lei ha negato le voci e le supposizioni riguardanti il suo orientamento sessuale, esprimendo gratitudine per la sua scia di fan gay e lesbiche, dicendo: «le bretelle color arcobaleno presenti nella copertina del mio album di debutto non erano intese come una dichiarazione di una identità omosessuale.»
Nel 2003 ha cominciato a frequentare Luke Bullen, il batterista della sua band. Nel 2007, la sera di Natale, Luke le ha fatto la proposta di matrimonio e la coppia si è sposata il 6 settembre 2008 al Flodigarry Hotel Country House in Scozia, per poi divorziare nel 2013.
Nel mese di aprile 2007, KT ha subito un intervento chirurgico per correggere un rene sottodimensionato, un problema causato da una infezione contratta durante l'infanzia.
Nel 2010, KT ha pubblicamente rinnegato il suo patrigno, David Orr. Orr è il marito della madre naturale di KT, mezza cinese e mezza scozzese, Carol Ann Orr, che l'ha data in adozione solo pochi giorni dopo la sua nascita.
Nel 2019 ha partecipato alla 9ª stagione di Long Lost Family dove ha appreso che il suo padre biologico è deceduto nel 2002 ma ha potuto ricongiungersi con le sorelle Siobhan e Lesley-Anne nate dal secondo matrimonio di quest'ultimo.

## Discografia

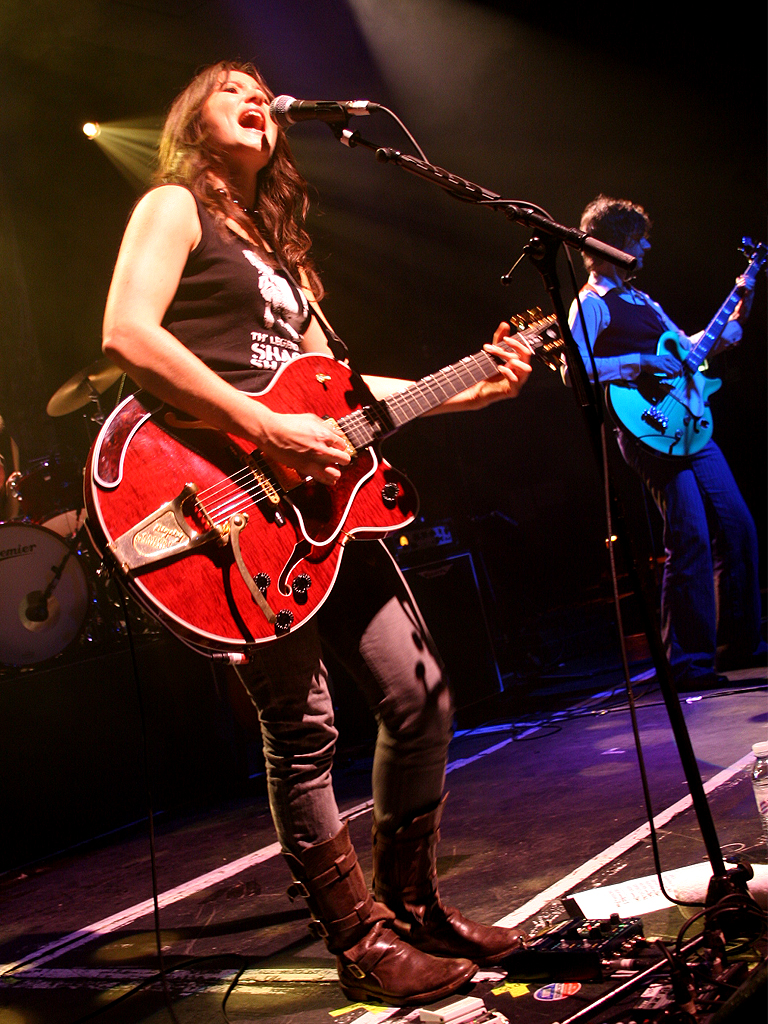
KT Tunstall suona al Cardiff Union'nel 2005.

### Album
- 2004 - Eye to the Telescope
- 2006 - Acoustic Extravaganza
- 2007 - Drastic Fantastic
- 2010 - Tiger Suit
- 2013 - Invisible Empire // Crescent Moon
- 2016 - KIN
- 2018 - Wax
- 2022 - Nut

### Singoli
- 2004 - Throw Me a Rope
- 2005 - Black Horse and the Cherry Tree
- 2005 - Other Side of the World
- 2005 - Suddenly I See
- 2005 - Under the Weather
- 2006 - Another Place to Fall
- 2007 - Hold On
- 2007 - Saving My Face
- 2008 - If Only
- 2008 - Little Favours
- 2010 - Fade Like a Shadow(USA)
- 2010 - (Still a) Weirdo (UK)
- 2011 - Push That Knot Away
- 2011 - Glamour Puss (in collaborazione con i fan)
- 2013 - Feel It All - Band Jam
- 2013 - Feel It All
- 2013 - Invisible Empire
- 2013 - Made of Glass
- 2013 - Come On, Get In
- 2014 - Miracle
- 2016 - Evil Eye
- 2016 - Maybe It's a Good Thing

### EP
- 2001 - Tracks In July
- 2004 - False Alarm
- 2006 - Live Sessions
- 2007 - Sounds of the Season: The KT Tunstall Holiday Collection
- 2011 - The Scarlet Tulip EP
- 2016 - Golden State EP

### Live
- 2006 - Live Sessions
- 2008 - Live from SoHo
- 2010 - Energy Live Session: Live from Switzerland
- 2011 - Live At The Wiltern
- 2011 - Live in London March 2011
- 2013 - Live Islington Assembly Hall

## Videografia

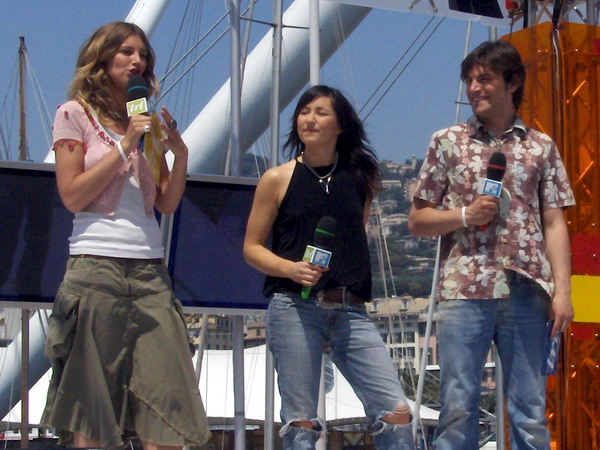
KT Tunstall intervistata a TRL da Genova nel 2005

- 2005 - Black Horse and the Cherry Tree
- 2005 - Other Side of the World
- 2005 - Suddenly I See (versione 1)
- 2005 - Under the Weather
- 2006 - Another Place to Fall
- 2006 - Suddenly I See (versione 2)
- 2006 - Suddenly I See (versione 3)
- 2007 - Hold On
- 2007 - Saving My Face
- 2008 - If Only
- 2008 - Little Favours (Brasile)
- 2010 - Fade Like a Shadow
- 2010 - (Still a) Weirdo
- 2011 - Push That Knot Away
- 2011 - Glamour Puss
- 2013 - Feel It All - Band Jam
- 2013 - Feel It All
- 2013 - Invisible Empire
- 2013 - Made of Glass

## Collaborazioni
- Con gli Oi Va Voi dall'album Laughter Through Tears:
  - 2003 - Refugee
  - 2003 - Yesterday's Mistakes
  - 2003 - Ladino Song
- Con YUKI dall'album Wave:
  - 2004 - Birthday
- Con Sophie Solomon dall'album Poison Sweet Madeira:
  - 2006 - Lazarus
- Con i Travis dall'album The Boy With No Name:
  - 2007 - Under the Moonlight
- Con Annie Lennox dall'album Songs of Mass Destruction:
  - 2007 - Sing
- Con Seasick Steve dall'album I Started Out With Nothin and i Still Got Most of it Left:
  - 2008 - Happy Man
  - 2008 - The Letter
- Con Vanessa Carlton dall'album Rabbits on the Run:
  - 2011 - I Don't Want to Be a Bride
- con Roger Taylor (Queen) dall’album Outsider:
  - 2021 - We’re All Just Trying to get By

## Premi e candidature
- BRIT Awards

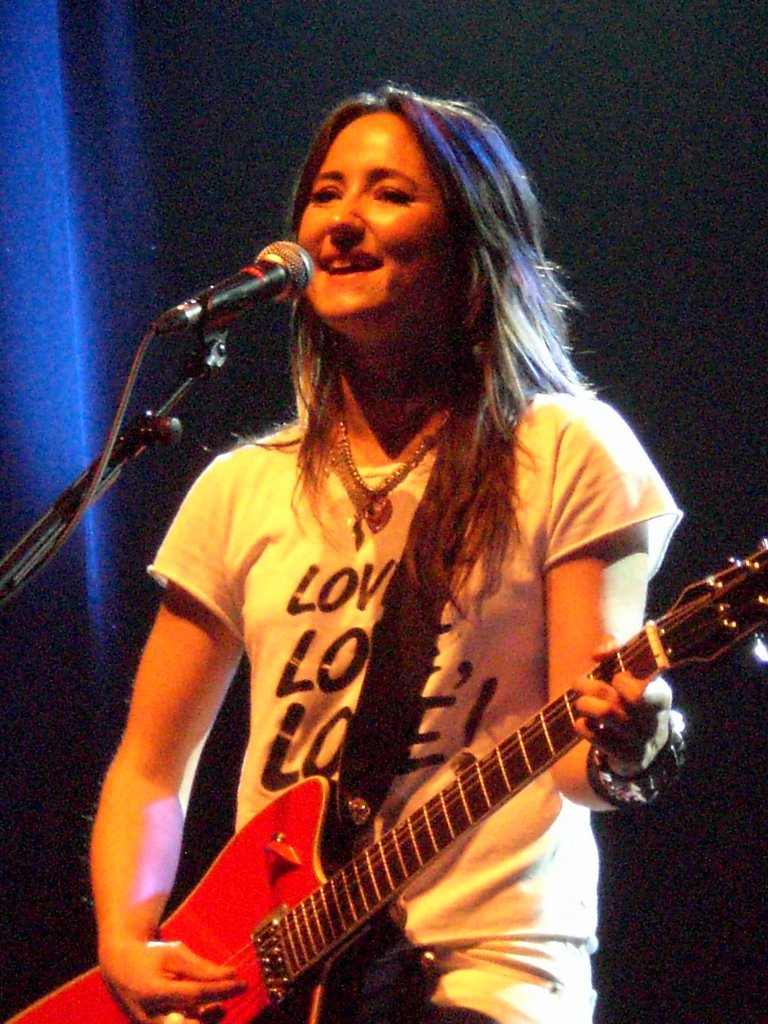
KT Tunstall in concerto a Glasgow nel 2008.

  - 2006: Vinto - Miglior cantante britannica
  - 2006: Nomination - Miglior Live
  - 2006: Nomination - Miglior cantante esordiente
  - 2008: Nomination - Miglior cantante britannica solista
- European Border Breakers Award
  - 2006: Vinto - Album europeo più venduto all'estero
- Grammy Award
  - 2007: Nomination - Miglior interpretazione vocale femminile a KT Tunstall[6]
- Ivor Novello
  - 2006: Vinto - Miglior canzone musicalmente e liricamente per Suddenly I See
- Mercury Music Prize
  - 2005: Nomination - Miglior canzone a Black Horse and the Cherry Tree''
- Q magazine
  - 2005: Vinto - Miglior singolo dell'anno a Black Horse and the Cherry Tree
- Scottish Style Awards
  - 2006: Vinto - Musicista più elegante
- World Music Awards
  - 2013: TBA - Miglior album del mondo

## Esibizioni live
La prima apparizione di KT nota è stata nel programma Later... with Jools Holland suonando la canzone Black Horse and the Cherry Tree. Lo spettacolo andò bene, nonostante lei avesse avuto solo 24 ore per preparare il pezzo dato che il cantante che doveva andarci rifiutò all'ultimo momento. La sua performance catturò l'attenzione di molti spettatori. Durante le sue numerose apparizioni al programma si è esibita con la maggior parte dei suoi pezzi, anche brani non estratti dai suoi album.
KT si è esibita anche in un altro programma di Jools Holland, Hootenanny, nel quale ha anche interpretato una reinterpretazione della canzone I Want You Back dei Jackson 5.
Anche se non fu proprio la prima, nel 2004 si esibì anche al The Ellen DeGeneres Show in cui è stata anche intervistata.
Dopo i vari talent show si è esibita in numerosi concerti di grande richiamo come il Hogmanay Concert a Edimburgo nel 2005, al Live Earth nel 2007, e alla premiazione del Nobel per la Pace sempre nel 2007.